# Atão de Pistoia
Atão de Pistoia, também conhecido como Santo Atão (Beja, c. 1070 — Pistoia, 22 de maio de 1153), foi um historiógrafo, abade e bispo português da Ordem de Valumbrosa, que viveu durante os séculos XI e XII.
Foi canonizado pelo papa Clemente VIII na Basílica de São Pedro a 24 de janeiro de 1605. É venerado como santo pela Igreja Católica e a sua festa litúrgica é celebrada a 22 de maio, e em Pistoia a 21 de junho.

## Biografia
Nascido na região do Alentejo, tornou-se abade de Valumbrosa em 1105, na Toscânia, e em 1135 foi nomeado bispo de Pistoia, também na Toscânia. Em 1145, Atão fez chegar a Pistoia algumas relíquias de Santiago Maior, que lhe foram mandadas pelo arcebispo de Santiago de Compostela, Diogo Gelmires, cuja correspondência é citada na obra Italia sacra, de Ferdinando Ughelli.
Como historiador, escreveu as biografias dos santos João Gualberto, Barnabé e Bernardo de Valumbrosa, bispo de Parma e um tratado sobre a Translação das Relíquias de Santiago.

## Obras
- A Vida de São João Gualberto (Vitam S. Joannis Gualberti Abbatis Congregationis Vallis umbrosanae institutoris)
- A Vida de São Bernardo (Vita sancti Bernardi monachi, et abbatis monasterii S. Salvii et Vallis Umbrosae generalis)
- Translação das Relíquias de Santiago (De translatione reliquiarum et miraculis S. Jacobi Apostoli)[11]

### Atribuição
- Este artigo incorpora texto da verbete Atto of Pistoia na Catholic Encyclopedia, publicação de 1913 em domínio público.
- Este artigo foi inicialmente traduzido, total ou parcialmente, do artigo da Wikipédia em inglês cujo título é «Atto of Pistoia», especificamente desta versão.